# Pianoro
Pianoro es un municipio situado en el territorio de la Provincia de Bolonia, en Emilia-Romaña (Italia).

## Demografía
| Gráfica de evolución demográfica de Pianoro entre 1861 y 2001 |
|                                                               |
| Fuente ISTAT - elaboración gráfica de Wikipedia               |

## Economía
Empresas localizadas en esta área pertenecen al sector mecánico y químico (Sayerlack S.r.l.).